# Tấn công mạng
Một cuộc tấn công không gian mạng là bất kỳ hình thức tấn công nào của các quốc gia, cá nhân, nhóm hoặc tổ chức nhắm vào các hệ thống thông tin máy tính, cơ sở hạ tầng, mạng máy tính hoặc các thiết bị máy tính cá nhân bằng nhiều cách khác nhau của các hành vi độc hại thường có nguồn gốc từ một nguồn giấu tên, mà đánh cắp, thay đổi, hoặc hủy hoại một mục tiêu cụ thể bằng cách hack vào một hệ thống dễ bị tổn thương . Đây có thể là các chiến dịch không gian mạng, chiến tranh mạng hoặc khủng bố không gian mạng trong các ngữ cảnh khác nhau. Tấn công mạng có thể là từ việc cài đặt phần mềm gián điệp trên máy tính cá nhân để cố gắng để phá hủy cơ sở hạ tầng của cả quốc gia. Tấn công mạng ngày càng trở nên phức tạp và nguy hiểm như những con sâu Stuxnet gần đây đã chứng minh. Phân tích hành vi người sử dụng (user behavior analytics) và Quản lý các biến cố và thông tin an ninh (security information and event management (SIEM)) được ứng dụng để ngăn chặn các cuộc tấn công.

## Những vụ tấn công mạng nổi tiếng

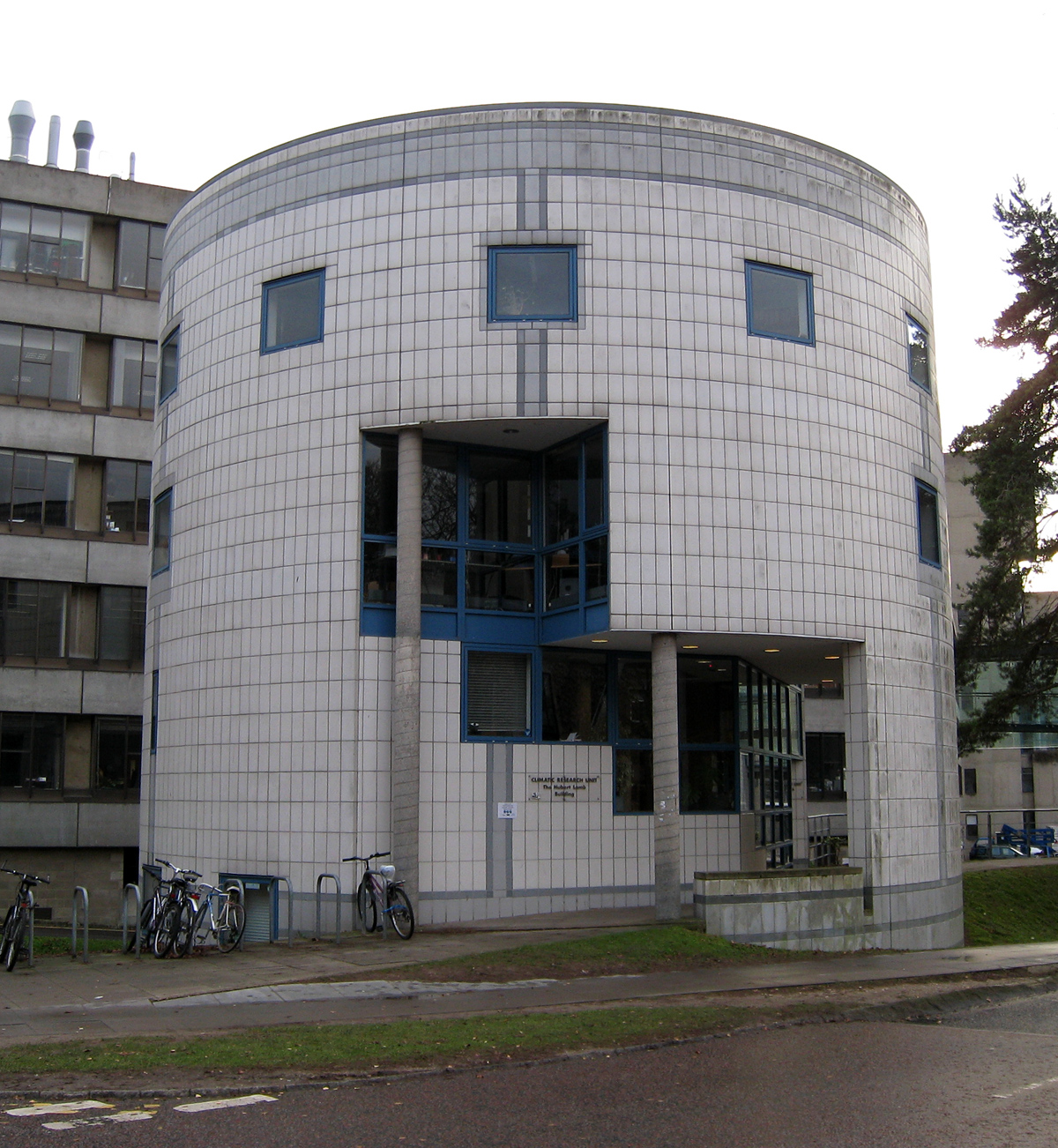
Tòa nhà Hubert Lamb tại đại học East Anglia, nơi có trụ sở của Climatic Research Unit

- Trong tháng 11 năm 2009, xảy ra một sự cố tin tặc tại trung tâm nghiên cứu khí hậu của Đại học East Anglia, còn được gọi là Climategate trong giới truyền thông,[3], qua đó các tài liệu của các nhà nghiên cứu tại Đơn vị nghiên cứu khí hậu (CRU) của Đại học East Anglia (Vương quốc Anh) bị tin tặc đánh cắp và đưa lên Internet. Sự cố này và các cáo buộc về sự không trung thực khoa học sau đó đối với các nhà khoa học khí hậu ngay trước thềm Hội nghị biến đổi khí hậu của Liên Hợp Quốc tại Copenhagen gây ra các cuộc tranh cãi sôi nổi trên các blog và được đề cập đến trong các phương tiện truyền thông quốc tế.[4] Các tài liệu - khoảng 1.073 thư điện tử và 3485 tập tin khác - từ 1996-2009 theo Philip D. Jones, giám đốc của CRU, là thật.[5]
- Vào ngày 20 tháng 3 năm 2013 có xảy ra một vụ tấn công mạng chống lại các nhà băng và các đài truyền hình Hàn Quốc. Cùng lúc khoảng 14 giờ trưa có những xáo trộn lớn trong mạng máy tính. Bộ Quốc phòng Hàn Quốc tại Seoul đã nâng mức cảnh báo đối với các mối đe dọa trên mạng lên điểm 3 trong một quy mô 5 điểm.
- Cuối năm 2014 các chuyên gia CNTT, được quy cho là từ Liên bang Nga, xâm nhập hệ thống máy tính của công ty vũ khí của Thụy Sĩ, RUAG, và đánh cắp trong số các dữ liệu khác các dự án bí mật của Bộ Quốc phòng, trong đó có thông tin về AAD 10.[6]
- Trong cùng năm đó dữ liệu của 500 triệu người sử dụng tại Yahoo bị đánh cắp. Bộ Tư pháp Mỹ đưa ra trong vấn đề này vào tháng 3 năm 2017 một bản cáo trạng đối với hai nhân viên mật vụ FSB của Nga.[7]
- Vào tháng 6 năm 2015, có một cuộc tấn công mạng toàn diện vào Bundestag Đức.
- Trong tháng 12 năm 2015, có một cuộc tấn công của hacker vào cơ quan cung cấp điện lực Ukraina, dẫn đến vài giờ mất điện ở miền tây Ukraina. Nước Nga bị đổ lỗi cho các cuộc tấn công này.
- 2016 những kẻ phạm pháp đã nhiều lần tìm cách lọt vào hệ thống trả tiền toàn cầu SWIFT. Một lần họ đã thành công và cướp được trong tháng 2 năm 2016 ít nhất là 81 triệu Dollar từ ngân hàng trung ương Bangladesh.[8]
- Trong tháng 5 năm 2017, một cuộc tấn công mạng toàn cầu với phần mềm độc hại WannaCry, lợi dụng một lỗ hổng của Windows, khóa ổ cứng của trên 230 ngàn máy tính từ 150 quốc gia.[9]